# 雷耶斯 (玻利維亞)
雷耶斯是玻利維亞的城鎮，位於該國北部，由貝尼省負責管轄，距離首府特立尼達405公里，海拔高度188米，每年平均降雨量約2,000毫米，2010年人口8,824。